# Hans Hansen (roer)
 For alternative betydninger, se Hans Hansen. (Se også artikler, som begynder med Hans Hansen)
Hans Egill Hansen (født 1. juni 1915, død 17. juli 2005) var en norsk roer fra Bergen, der roede for Fana Roklubb.
Hansen vandt bronze i otter ved OL 1948 i London, sammen med Harald Kråkenes, Thorstein Kråkenes, Halfdan Gran Olsen, Kristoffer Lepsøe, Leif Næss, Thor Pedersen, Carl Monssen og styrmand Sigurd Monssen. Nordmændene blev nummer to i deres indledende heat, men vandt derpå opsamlingsheatet og derpå deres semifinale. I finalen kunne ingen af de to øvrige både følge med USA, der vandt med næsten ti sekunders forspring til Storbritannien på andenpladsen, der var 3,4 sekunder foran de norske bronzevindere.

## OL-medaljer
- 1948:  Bronze i otter